# Abdulrahman Al-Bishi
Abdulrahman Al-BIshi (1º luglio 1982) è un ex calciatore saudita, di ruolo attaccante.

## Carriera

### Club
Ha giocato per tutta la carriera nel campionato saudita.

### Nazionale
Con la maglia della Nazionale ha preso parte alla Coppa d'Asia nel 2004.